# Pány
Pány (szlovákul: Paňovce) község Szlovákiában, a Kassai kerület Kassa-környéki járásában.

## Fekvése
Kassától 26 km-re, délnyugatra fekszik.

## Története
1274-ben „Paan” néven említik először, amikor IV. László király az Aba nembeli Csobánka fia János comesnek adja. 1301-ben Kázmér fia Ugriné, 1332-ben Ugrin fiai Pongrác és Miklós birtoka. 1378-ban Pányi Demeter fia Ferenc birtoka. 1427-ben 29 portát számláltak a faluban, amely mintegy 150 lakost jelent. Ebből 21 porta Pányi János, 8 porta Pányi György tulajdona. 1553-ban 12, 1564-ben már csak hét porta volt a településen. Lakói a 16. században kálvinisták lettek.
A 18. század végén Vályi András így ír róla: „PÁNY. Panyovce. Magyar és tót falu Abaúj Vármegyében, földes Ura a’ Jászói Prépostság, és több Uraságok, lakosai külömbfélék, fekszik a’ Kassai járásban; határja jó, de megkivánnya minden harmadik esztendőben a’ trágyázást, réttye, legelője hasznos, épűletre való fája nints, második osztálybéli.”
1851-ben vegyes magyar–szlovák falu volt. Fényes Elek 1851-ben kiadott geográfiai szótárában így ír a faluról: „Pány, Panowcze, tót-magyar falu, Abauj vgyében, ut. p. Kassához nyugotra 2 1/2 mfdnyire: 815 katholikus, 21 evangelikus, 86 reformatus, 74 zsidó lak. Kath. paroch. templom. Ref. szentegyház. Van itt egy mesterségesen készűlt tó, melly malmot hajt; sok erdő, nagy pálinka égetés. F. u. Szirmay, Lánczy, Puky nemzetségek.”
Borovszky Samu monográfiasorozatának Abaúj-Torna vármegyét tárgyaló része szerint: „Délnyugatra fordulva, a Rudnoki-patak völgyében érjük Pány községet 83 házzal és 544 magyar és tót lakossal. Postája Szepsi, távirója Csécs. Katholikus temploma a reformácziót megelőző időből való.”
A trianoni diktátumig Abaúj-Torna vármegye Csereháti járásához tartozott.

## Népessége
| Év:            | 1994. | 2004.   | 2014.   | 2024.   |
| -------------- | ----- | ------- | ------- | ------- |
| Emberek száma: | 571   | 567     | 589     | 622     |
| Eltérés:       |       | -0,70 % | +3,88 % | +5,60 % |

| Év:            | 2023. | 2024.   |
| -------------- | ----- | ------- |
| Emberek száma: | 612   | 622     |
| Eltérés:       |       | +1,63 % |

1880-ban 579 lakosából 136 magyar és 379 szlovák anyanyelvű volt. Ebből 418 római katolikus, 88 református, 28 görög katolikus, 5 evangélikus és 40 izraelita vallású volt.
1890-ben 544 lakosából 167 magyar és 354 szlovák anyanyelvű volt.
1900-ban 515 lakosából 302 magyar és 206 szlovák anyanyelvű volt.
1910-ben 496 lakosából 471 magyar és 25 szlovák anyanyelvű volt.
1921-ben 404 lakosából 45 magyar és 356 csehszlovák volt. Ebből 294 római katolikus, 81 református, 24 görög katolikus, 3 evangélikus és 2 izraelita vallású volt.
1930-ban 422 lakosából 60 magyar és 335 csehszlovák volt.
1941-ben 469 lakosából 421 magyar és 39 szlovák volt.
1991-ben 546 lakosából 59 magyar és 483 szlovák volt.
2001-ben 564 lakosából 515 szlovák és 44 magyar volt.
2011-ben 590 lakosából 532 szlovák és 32 magyar.

## Nevezetességei
- Római katolikus temploma 1713-ban épült késő gótikus stílusban.
- Református temploma 1911-ben épült.
- Szent János kápolnája 19. századi.